# Лига Справедливости: Боги и монстры
Лига справедливости: Боги и монстры — мультипликационный фильм, выпущенный сразу на видео и основанный на комиксах о супергероях DC Comics. Является двадцать третьим в линейке оригинальных анимационных фильмов вселенной DC (предыдущий — «Бэтмен против Робина», следующий — «Бэтмен: Дурная кровь»). Премьера фильма состоялась 21 июля 2015 года. Фильм получил рейтинг PG-13.

## Сюжет
В альтернативной вселенной Лига справедливости является грубой силой, которая поддерживает порядок на Земле. Членами этой Лиги являются Бэтмен (доктор Кирк Лэнгстром), Чудо-женщина (Бекка) и Супермен (Эрнан Герра, сын генерала Зода). Отсутствие подотчётности Лиги оспаривается правительствами мира после подозрительной смерти трёх известных учёных: Виктора Фрайса, обескровленного в Арктике, Рэя Палмера, рассечённого пополам острым лезвием, и Сайласа Стоуна, сожжённого энергией теплового зрения вместе со своим маленьким сыном Виктором Стоуном.
Поскольку все подозрения падают на Лигу справедливости, президент Аманда Уоллер просит их помочь с расследованием. Чудо-женщина говорит со Стивом Тревором, чтобы узнать, какой информацией владеет правительство, в то время как Супермен приглашает Лоис Лейн в штаб-квартиру Лиги справедливости, где рассказывает ей о своём стремлении помогать людям и показывает, как мало он знает о Криптоне или его наследии.
Бэтмен исследует офис Сайласа Стоуна и обнаруживает электронное письмо, которое было отправлено нескольким учёным, включая доктора Уилла Магнуса, лучшего друга Кирка и соседа по комнате в колледже, который способствовал его преобразованию. Оставаясь близкими друзьями с Магнусом и его женой Тиной, Бэтмен интересуется неким проектом, в котором участвовали все учёные при Лексе Люторе, но Магнус ничего ему не говорит. Позже Бэтмен находит всех оставшихся учёных, но на них нападают три роботизированных убийцы. Несмотря на вмешательство Лиги справедливости, учёных и Тину убивают, оставив Магнуса живым, но сильно обгоревшим.
Магнуса переправляют в штаб Лиги, а Супермен летит на орбиту Луны, где в тюрьме-спутнике содержится Лютор. Тот рассказывает о разработке проекта оружия против членов Лиги, а также показывает имеющуюся у него информацию о Криптоне. Когда Супермен уходит, робот-убийца стреляет и уничтожает спутник. Супермен попадает на снимки, сделанные перед взрывом, и президент запускает проект по уничтожению Лиги справедливости.
Супермен и Чудо-женщина сталкиваются с армией, в то время как Бэтмен остаётся внутри башни, где активирует её силовое поле в надежде, что, придя в себя, Магнус снимет с них подозрения. В этот момент появляется «ожившая» Тина и, превратившись в жидкометаллического робота, оживляет Магнуса органической нанитовой сывороткой, которая даёт ему восстанавливающие целительные способности и огромную физическую силу. Магнус признаётся Бэтмену, что он виноват во всём, а Тину из ревности к Кирку он случайно убил через год после свадьбы, заменив её роботом по имени Платина. Магнус собирается взорвать нанитовую бомбу, чтобы объединить человечество в одно сознание.
Пока Магнус готовит свое оружие, Лютор, который избежал взрыва, телепортируется в гущу сражения и рассказывает всем, что он раскрыл план Магнуса. Бэтмен сражается с Магнусом, Чудо-женщина — с Платиной, а Супермен берёт на себя металлических созданий, которые быстро сливаются в единую более мощную сущность. Лиге удаётся уничтожить бомбу ценой криптонского спасательного корабля Супермена, и раскаявшийся Магнус совершает самоубийство.

## Роли озвучивали
- Эрнан Герра / Супермен — Бенджамин Брэтт
- Бекка / Чудо-женщина — Тамара Тейлор
- Кирк Лэнгстром / Бэтмен — Майкл С. Холл
- Уилл Магнус — Си Томас Хауэлл
- Лекс Лютор — Джейсон Айзекс
- Рэй Палмер — Ди Брэдли Бейкер
- Тина/Платина — Грей Делайл
- президент Аманда Уоллер — Пенни Джонсон
- Сайлас Стоун — Карл Ламбли
- Лоис Лейн — Пэйджет Брюстер
- Виктор Фрайс — Джим Мескимен
- Виктор Стоун — Тейлор Паркс
- Джон Генри Айронс — Хари Пейтон
- Стив Тревор — Тамо Пеникетт
- генерал Зод — Брюс Томас
- Райан Чой / Стивен Шин — Эрик Бауза

## Саундтрек
Саундтрек к фильму выпущен в 2015 году студией «La-La Land Records».

### Список композиций
| Номер | Название трека                    |
| ----- | --------------------------------- |
| 01    | Last Child Of Krypton             |
| 02    | Main Title                        |
| 03    | Code Black                        |
| 04    | Another Kill                      |
| 05    | Fair Play                         |
| 06    | In Another Life                   |
| 07    | Torn Apart                        |
| 08    | Virtually Impenetrable            |
| 09    | No More Disappearing              |
| 10    | A Warm Heart                      |
| 11    | You Belonged To Someone Once      |
| 12    | Tasting Blood                     |
| 13    | No Redemption                     |
| 14    | Trust                             |
| 15    | Aftermath                         |
| 16    | Superman’s Legacy                 |
| 17    | Evacuate Metropolis               |
| 18    | Victor Fries                      |
| 19    | All Minds As One                  |
| 20    | Magnus                            |
| 21    | Get Out Of My House               |
| 22    | I Love Two People                 |
| 23    | The Core                          |
| 24    | Be A Real Hero                    |
| 25    | Justice League: Gods And Monsters |
| 26    | Superman — Bomb                   |